# Gaelic League

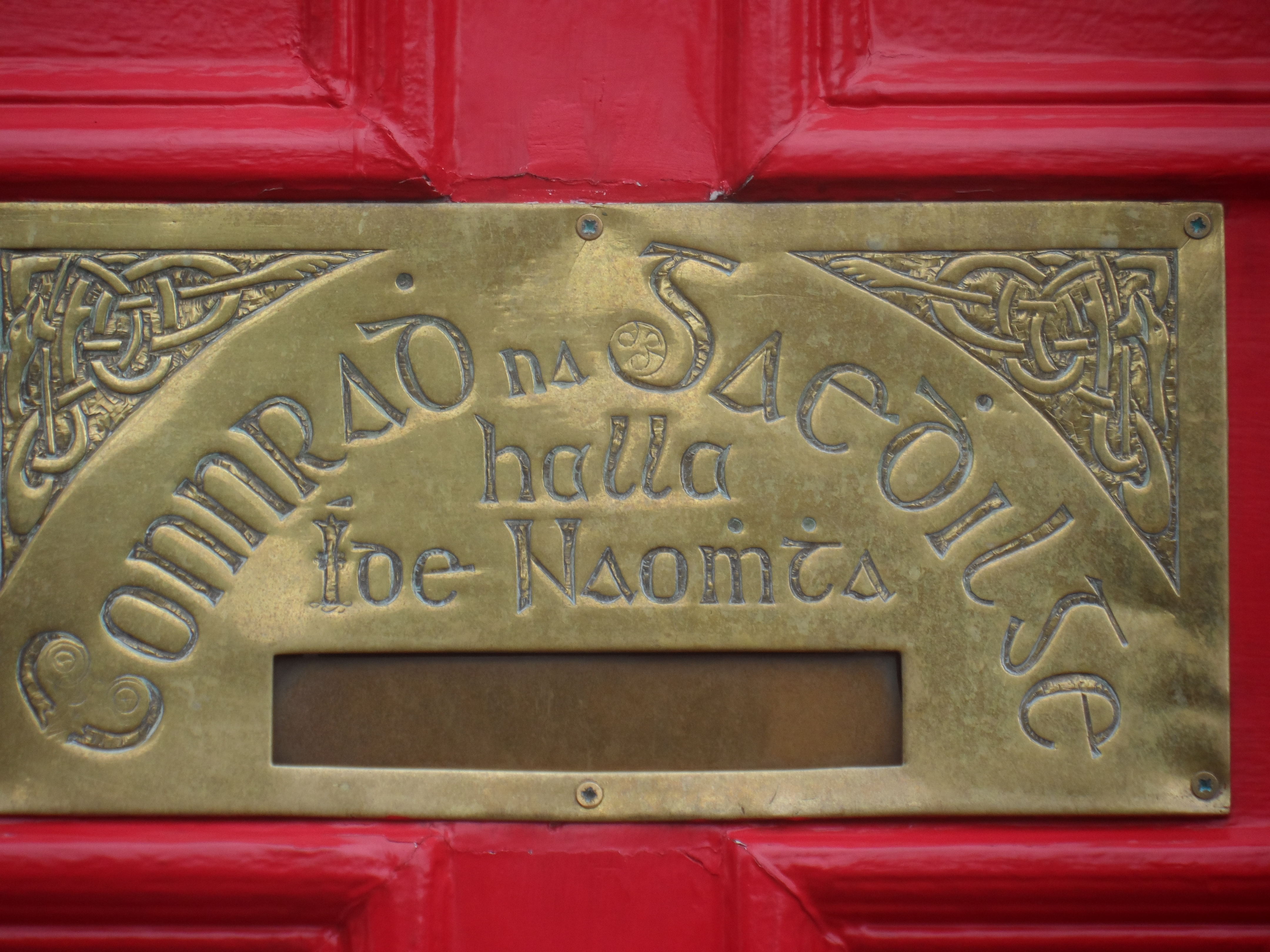
plaquette met de originele spelling Connraḋ na Gaeḋilge.

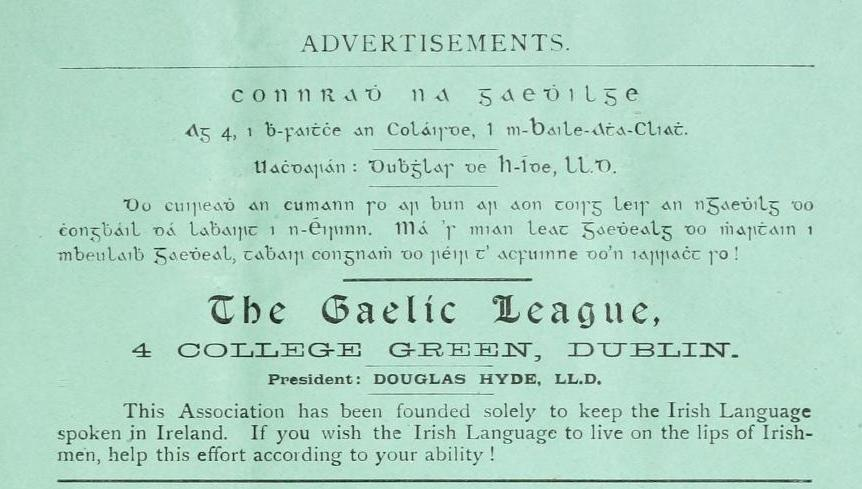
Advertentie voor de Gaelic League in het Gaelic Journal

De Gaelic League of Conradh na Gaeilge is een organisatie die zich richt op de Ierssprekende gemeenschap, binnen en buiten Ierland.
De organisatie werd op 31 juli 1893 juli opgericht door onder anderen Douglas Hyde en Eoin Mac Néill.
Het belangrijkste doel is van Iers de standaardtaal in Ierland te maken.
Conradh na Gaeilge verenigt meer dan 200 subverenigingen en individuen over de gehele wereld.
De organisatie probeert het bewustzijn over het belang van Iers te vergroten. Daartoe geeft ze cursussen Iers en komt ze op voor de rechten van de Ierssprekenden. Ook ondersteunt ze veel Ierstalige activiteiten zoals het festival Seachtain na Gaeilge le Energia, de website PEIG.ie, de boekwinkel An Siopa Leabhar en Raidió Rí-Rá.

## Bron
• www.cnag.ie.